# Ordine dell'Impero indiano
L'Eminentissimo Ordine dell'Impero Indiano (in inglese The Most Eminent Order of the Indian Empire) è un ordine di cavalleria creato dalla regina Vittoria nel 1878, l'ordine veniva conferito a ufficiali britannici o indiani per meriti nell'assolvimento del servizio.

## Storia
L'Ordine venne fondato nel 1878 per ricompensare gli ufficiali al servizio del governo inglese ma nativi dell'India che avessero servito nella colonia. L'Ordine aveva originariamente una sola classe, quella di companion, poi espansa con altre due classi a partire dal 1887. L'Ordine dell'Impero Indiano venne inteso da sempre come una versione meno elitaria dell'Ordine della Stella d'India (che era stato fondato nel 1861) e di conseguenza esso venne diffuso maggiormente.
I primi cavalieri dell'ordine, oltre ad alcuni membri della famiglia reale, furono:
- Generale Sir Frederick Sleigh Roberts
- Edward Drummond
- Sir Alfred Comyns Lyall
- Bhagvatsingh of Gondal
- Robert Anstruther Dalyell
- Maxwell Melvill
- Alexander Cunningham
- Rana Shankar Baksh Singh
- Dietrich Brandis
- Sir Monier Williams
- Pusapati Ananda Gajapati Raju, Maharaja di Vizianagram
- Donald Campbell Macnabb
- Nawab Munir ud-Daula Salar Jang, Primo ministro di Hyderabad
- George Christopher Molesworth Birdwood
- Ranjit Singh, Raja di Ratlam
- Surgeon-General Benjamin Simpson
- Albert James Leppoc Cappel
- Sayyid Hassan Ali Khan Bahadur, Nawab di Murshidabad
- Lachmessur Singh, Maharaja di Darbhanga
- Bapu Sahib Avar
- Donald Mackenzie Wallace
- Alfred Woodley Croft
- Bradford Leslie

Le nomine per quest'ordine cessarono ufficialmente dal 14 agosto 1947 con l'indipendenza indiana. Gli unici membri sopravvissuti dell'Ordine dell'Impero Indiano sono stati la regina Elisabetta II che ne era ancora sovrana (in quanto formalmente non ha mai rinunciato a tale prerogativa), Meghrajji III of Dhrangadhra-Halvad, Maharaja di Dhrangadhra (n. 1923).
Il personaggio letterario di Purun Dass creato da Rudyard Kipling e quello di Harry Paget Flashman creato da George MacDonald Fraser vengono entrambi definiti come insigniti del grado di Cavalieri Commendatori dell'Ordine dell'Impero Indiano.
Come per l'Ordine della Stella d'India, potevano esservi insigniti non solo gli inglesi ufficiali in India, ma anche i locali che si fossero distinti al servizio dell'Impero Britannico. In tal modo potevano esserne insigniti anche governanti di altre nazioni dell'Asia e del Medio Oriente.

## Gradi
L'ordine era suddiviso in tre classi:
1. Knight Grand Commander (abbreviato con GCIE)
2. Knight Commander (abbreviazione: KCIE)
3. Companion (abbr: CIE)

Non vi sono stati conferimenti dal 1947, anno dell'indipendenza dell'India.
|          |                        |                             |
| Medaglie |                        |                             |
|          |                        |                             |
| Nastri   |                        |                             |
| Compagno | Cavaliere Commendatore | Cavaliere Gran Commendatore |

## Insegne

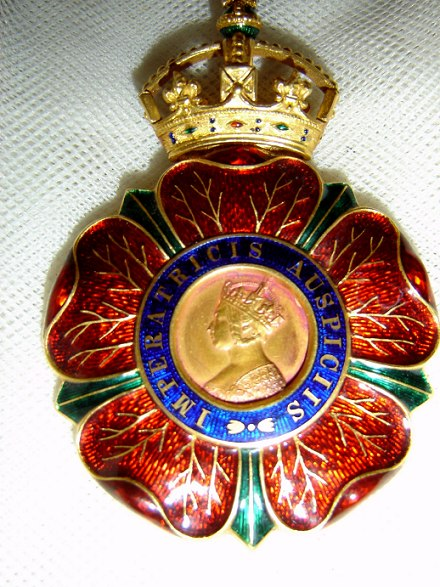
Foto dell'insegna di Mokshagundam Visvesvarayya.

I membri dell'ordine godevano del privilegio di una divisa speciale per le grandi occasioni:
- Il mantello, indossato solo dai Cavalieri Gran Commendatori, di colore blu scuro rivestito internamente in seta bianca con apposta sul petto l'insegna ricamata dell'Ordine.
- Il collare, anch'esso portato dai soli Cavalieri Gran Commendatori, realizzato in oro, il quale alternava elefanti dorati a rose indiane e pavoni.

Nelle occasioni meno importanti veniva utilizzata un'insegna più semplice:
- La placca, indossata solo dai Cavalieri Gran Commendatori e dai Cavalieri Commendatori, aveva otto punte, inclusi raggi d'oro e d'argento per i Cavalieri Gran Commendatori e solo d'argento per i Commendatori. Al centro si trovava l'immagine della Regina Vittoria circondata da un anello smaltato di blu con il motto dell'ordine sormontato dalla corona.[3]
- Il nastro era portato dai Cavalieri Gran Commendatori a mo' di fascia dalla spalla destra al fianco sinistro, mentre per gli altri membri veniva portato appeso al collo. Essa terminava con una medaglia a forma di fiore a cinque petali smaltato di rosso, riportante il volto della Regina Vittoria, circondato da un anello smaltato di blu col motto dell'ordine e sormontato da una corona.

Come per l'Ordine della Stella d'India, anche l'Ordine dell'Impero Indiano non riportava croci o simboli cristiani per non offendere la religione induista praticata da molti degli insigniti.